# Gottlieb Weber
Gottlieb Weber (* 26. Juli 1910 in Uster; † 4. November 1996 in Wetzikon) ist ein ehemaliger Radrennfahrer aus der Schweiz.

## Sportliche Laufbahn
Weber nahm an den Olympischen Sommerspielen 1936 in Berlin teil. Im olympischen Strassenrennen wurde er als 16. klassiert. Die Schweizer Mannschaft belegte in der Mannschaftswertung den 2. Platz. Die Silbermedaille gewann er gemeinsam mit Ernst Nievergelt, Edgar Buchwalder und Kurt Ott.
Im Rennen der UCI-Straßen-Weltmeisterschaften 1936 gewann er beim Sieg von Edgar Buchwalder die Silbermedaille.
1937 wurde er Berufsfahrer im Radsportteam Colin-Wolber.
In der Tour de France 1937 schied er aus. 1938 wurde er 26. in der Tour de Suisse 1939 22., 1937 und 1941 schied er in der Tour de Suisse aus.